# Carlo Actis Dato

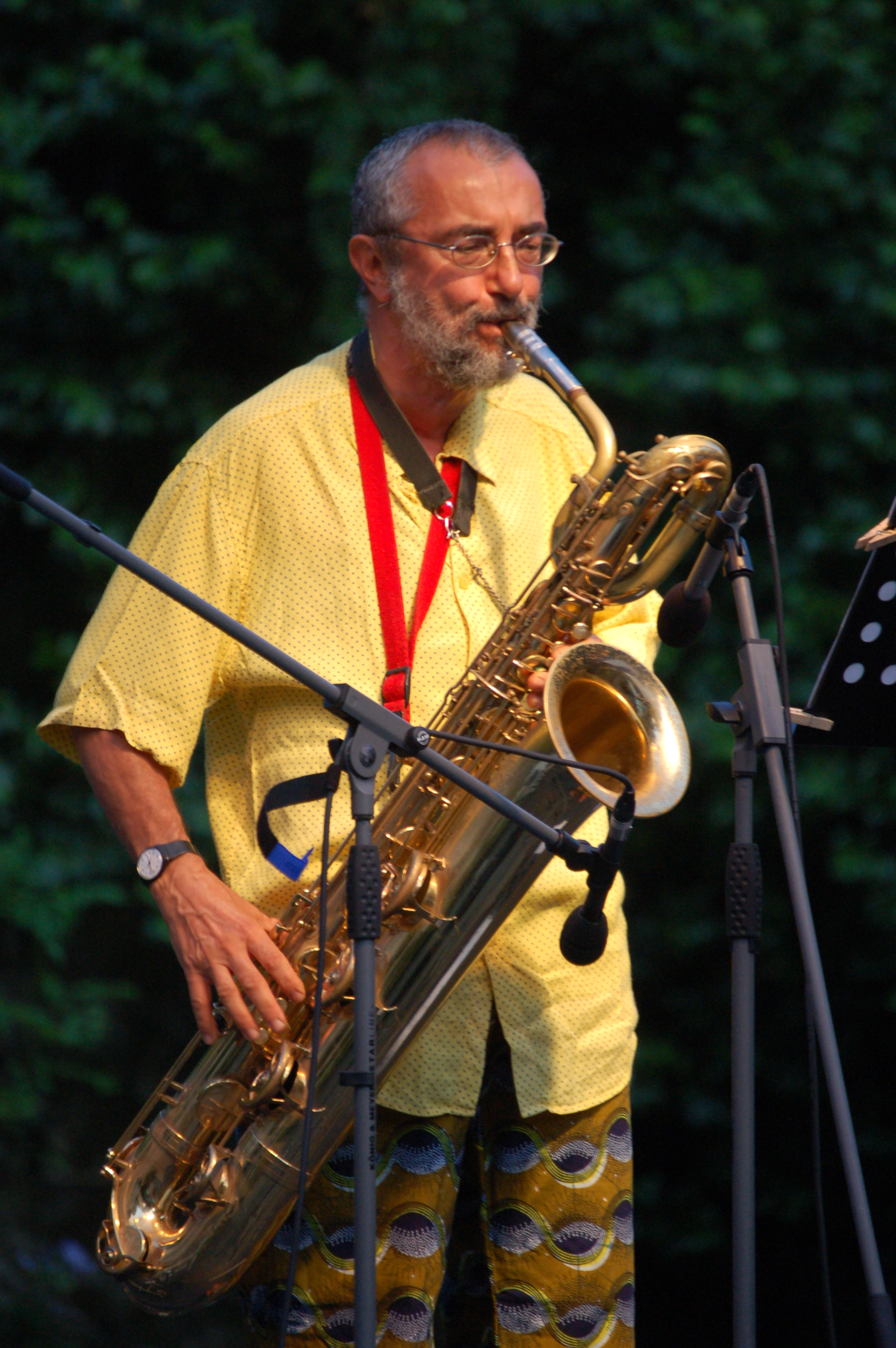
Carlo Actis Dato

Carlo Actis Dato (* 21. März 1952 in Turin) ist ein italienischer Jazz-Saxophonist (Tenor- und Baritonsaxophon) und Bassklarinettist, sowie Bandleader und Komponist.

## Leben und Wirken
Carlo Actis Dato wuchs in Süditalien auf und war im Jahr 1974 Mitbegründer der avantgardistischen Jazzrock-Formation Art Studio in Turin; die Gruppe bestand bis Mitte der 1980er Jahre. Dato wurde in den 1980er und 1990er Jahren in der italienischen Jazzszene bekannt durch seine Mitwirkung in den Bands von Andrea Centazzo, Enrico Fazio und Giorgio Occhipinti; des Weiteren spielte er in der Formation Enten Eller („Trait D'Union“, 1997), dem Italian Instabile Orchestra, dem Proxima Centauri Orchestra von Giorgio Gaslini und dessen Bigbandproduktionen „Masks“ (1990/91) und „Mister O“ (1996). Außerdem bildete er 1999 mit Alberto Mandarini und Lauro Rossi das Brasserie Trio.
Seit den 1980er Jahren nahm Dato eine Reihe von Alben unter eigenem Namen auf, meist für das Splasc(h)-Label in Quartett-Besetzung begleitet von dem Saxophonisten Piero Ponzo, dem Bassisten Enrico Fazio und dem Schlagzeuger Fiorenzo Sordini. Außerdem veröffentlichte das Londoner Avantgarde Jazzlabel Leo Records ein Soloalbum („Urartu“, 1994) sowie ein Duo-Album mit dem Saxophonisten/Klarinettisten Kazutoki Umezu („Wake Up With the Birds“, 1998). Mit dem Bassisten Baldo Martínez nahm er 2005 das Album „Folklore Imaxinario“ auf, das weltmusikalische Elemente einer imaginären Folklore aufnimmt, 2006 erschien auf Leo das zweite Soloalbum „The Moonwalker“.

## Diskographische Hinweise
Als Leader
- Ankara Twist (Splasc(h), 1989) mit Ponzo, Fazio, Sordini
- Dune (Splasc(h), 1991) mit Laura Culver, Alex Rolle, Massimo Barbiero
- Blue Cairo (Splasc(h), 1995) mit Ponzo, Fazio, Sordini
- Paso Doble (Splasc(h), 1997) mit Enzo Rocco
- Delhi Mambo (Splasc(h), 1998) mit Ponzo, Fazio, Sordini
- Ginosa Jungle (Splasc(h), 1998) dto.
- Fes Montuno (Splasc(h), 2000) dto.
- „On Tour“ Live 2004 (Splasc(h), 2004)
- Lava Flows (Ictus, 2021), mit Andrea Centazzo, Henry Kaiser

Als Sideman
- Art Studio: The Complete C.M.C. Sessions (Splasc(h), 1978–85)
- Andrea Centazzo Mitteleuropa Orchestra: Doctor Faustus mit Enrico Rava, Carlos Zingaro, Albert Mangelsdorff, Theo Jörgensmann, Gianluigi Trovesi, Franco Feruglio (1984)
- Enrico Fazio: Euphoria! (1989); Gracias! (CMC, 1996)
- Pino Minafra: Sudori (Victo, 1995)
- Giorgio Occhipinti Orchestra: Global Music... (2000)
- Mato Quartet: Moon Light in Maglie (2002), mit Keisuke Ohta, Yasuhiko Tachibana, Marcello Magliocchi

## Lexikalischer Eintrag
- Richard Cook, Brian Morton: The Penguin Guide to Jazz on CD. 6. Auflage. Penguin, London 2002, ISBN 0-14-051521-6.
- Bielefelder Katalog Jazz, 2001